# Stöbber
Der Stöbber, auch Stobber, ist das zentrale Fließgewässer der Brandenburger Märkischen Schweiz. Der Bach entspringt auf der Nordsee-Ostsee-Wasserscheide, sodass er zwei Fließrichtungen und Mündungen hat. Sein Scheitelbereich mit der Pseudobifurkation liegt in 48 m ü. NN im Niedermoorgebiet Rotes Luch.

## Verlauf
Der Stöbber durchfließt die glaziale Buckower Rinne, in deren Scheitelbereich das Niedermoor Rotes Luch entstanden ist.
Der 25,8 Kilometer lange nordöstliche Hauptteil fließt vom Roten Luch durch Buckow, den Hauptort der Märkischen Schweiz, zum Oderbruch. Er mündet hinter Altfriedland in die Alte Oder, die oberhalb der Stöbbermündung auch Quappendorfer Kanal genannt wird, unterhalb auch Friedländer Strom. Über die Hohensaaten-Friedrichsthaler Wasserstraße und die Oder gelangt ihr Wasser schließlich ins Stettiner Haff der Ostsee.
Das Quellgebiet und der gesamte nordöstliche Teil des Stöbbers befinden sich im Naturpark Märkische Schweiz. Auf rund 13 Kilometern seines Laufs ist zudem das Naturschutzgebiet Stobbertal ausgewiesen. Für die Artenvielfalt der Schutzgebiete spielt der weitgehend naturnahe und renaturierte Bach, der in seinem 25,8 Kilometer langen Lauf 43 Meter an Höhe verliert, eine wichtige Rolle. Auch das Wappentier des Naturparks, die in Deutschland stark gefährdete Gemeine Keiljungfer, findet im sauerstoffreichen und bewegten Wasser des Stöbbers einen idealen Lebensraum.
Der kürzere südwestliche Teil wird Stöbberbach genannt und mündet nach rund zehn Kilometern in die Löcknitz, die in den Dämeritzsee der Spree fließt und damit über die Havel und Elbe in die Nordsee entwässert. Bis in das 19. Jahrhundert hieß dieser Wasserlauf Köpernitz.

## Name
In der Literatur und auf Karten finden sich verschiedene Schreibweisen: Stöbber, Stobber, Stobberow und Stobbergraben. Alle amtlichen Karten und die ökologischen Informationen des Landesumweltamtes verwenden die Schreibung mit ö. Das slawische Wort Stobberow steht für ‚Gitter‘, ‚Lattenzäune‘. Noch bis 1801 hieß Julianenhof (Ortsteil von Märkische Höhe; ehemaliges Vorwerk von Reichenberg) nach dem Fluss Stobberow. Laut Deutschem Gewässernamenbuch ist Stobberow feminin, Stöbber und Stobber maskulin.
Die erste bekannte Erwähnung des Flusses stammt aus dem Jahr 1245 als fluuium qui Stoborov nuncupatur. 1253 findet sich die Bezeichnung super Stobravam, 1305 der Eintrag Stobero und 1472 die große Stobberow. In seiner Statistisch-topographischen Beschreibung der Kurmark Brandenburg (Band 1) von 1788 führt August Heinrich von Borgstede die Bezeichnung Stobberow-Fließ an. Auch 1843 verzeichnet das Urmesstischblatt des Königreichs Preußen noch die Bezeichnung Stobberow. Auch 1952 ist der Name noch in einer amtlichen topografischen Karte zu finden. Entsprechend wird die heutige Bezeichnung Stobber oder Stöbber als jüngere Katasterform eingeordnet.
Die ursprüngliche Namensform Stobberow wird der altpolabischen Grundform Stoborov- zu stobor = Gitter, Gartenzaum zugeordnet (vgl. altpolnisch steber und serbisch-kirchenslawisch stoborž = Säule). Reinhard E. Fischer merkt an, dass das Appellativum stobor heute nur noch im Südslawischen vertreten sei, es aber im Polnischen Vergleichsnamen wie den Gewässernamen Stobierna oder den Ortsnamen Stobrawa gebe. Der Beleg aus dem Jahr 1253 könne auch auf eine altpolabische Grundform Stobrava hinweisen; das Suffix -ava komme vor allem in alten Gewässernamen vor.

## Flussabschnitte und Fischtreppen

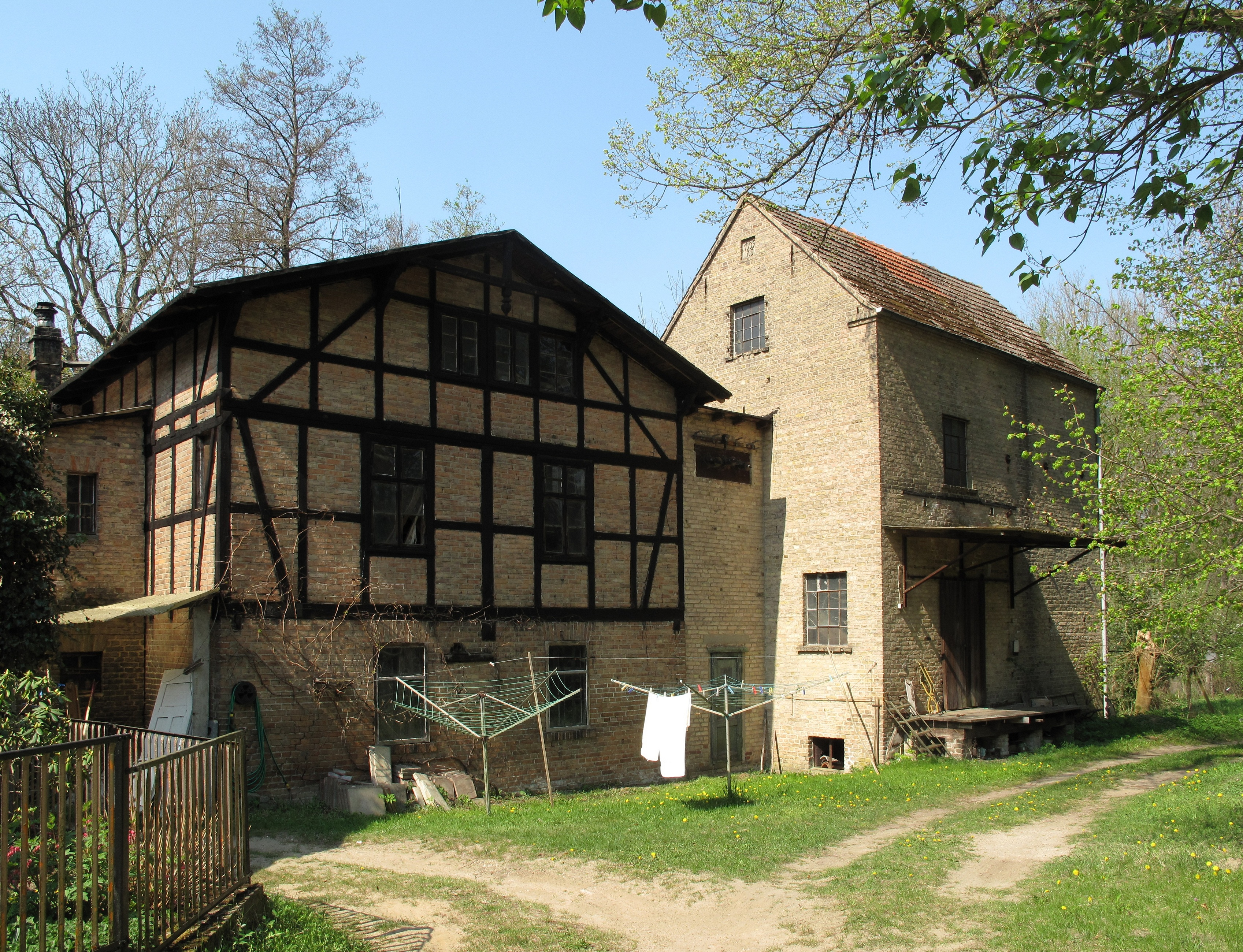
Ehemalige Seifertsche Mühle

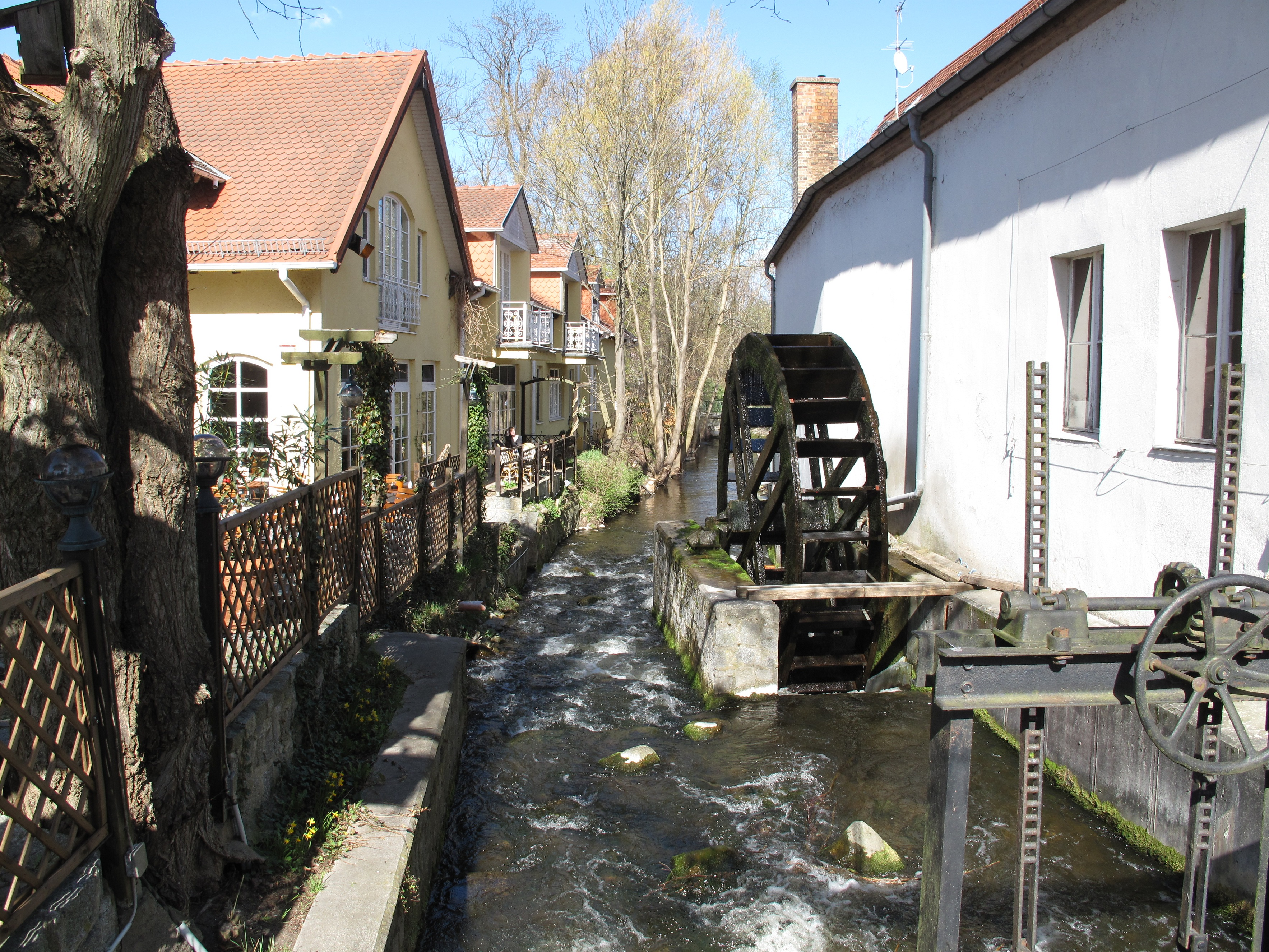
Fischpass an der ehemaligen Stadtmühle in Buckow

Aufgrund des starken Gefälles des Flusses, der auf 25 Kilometern 43 Meter an Höhe verliert, bestanden am nordöstlichen Stobber zahlreiche Wassermühlen. Im Zuge von Renaturierungsmaßnahmen wurden in den 1990er-Jahren acht Stauanlagen der Mühlen für wandernde Fischarten wieder passierbar gemacht.

### Vom Roten Luch über Waldsieversdorf nach Buckow
Am Nordostausgang des Roten Luchs berührt der Stöbber die Südostecke des artenreichen Naturschutzgebietes Tiergarten, eines Biotops mit naturnahen Waldgesellschaften eines Niederungsgebiets, und fließt weiter nach Waldsieversdorf. Im Dorf strömt der Bach zwischen den Fischteichen hindurch und hat hier auf einer Höhe von rund 38 Metern bereits 10 Höhenmeter verloren. An der ehemaligen Priestermühle (heute Fischerei) und Margaretenquelle fließt von rechts das Kreuzfließ zu, das aus dem Karpfenteich und dem Großen Däbersee kommt. Nach Waldsieversdorf lässt der Stobber das Naturschutzgebiet Gartzsee, ein typisches Zwischenmoor, links liegen und erreicht durch sumpfiges Waldgebiet die ehemalige Seifertsche Mühle (heute Werkstatt). Das Mühlengebäude, der Mühlteich und einige Mühlräder der 1574 als Wassermühle am Stobber entstandenen Mühle sind noch vorhanden. Beim Durchfluss des 28 Meter hoch gelegenen Abendrothsees, der dem Schermützelsee südöstlich vorgelagert ist, hat der Stöbber weitere 10 Höhenmeter und damit nach lediglich rund einem Fünftel seines Gesamtlaufs bereits knapp die Hälfte seines Gesamtgefälles von 43 Metern verloren. Nach dem nordöstlichen Austritt aus dem Abendrothsee erreicht der Stöbber die ersten Häuser Buckows, bei denen ihm ungefähr auf Höhe des Bahnhofs Buckow der Abflussgraben Schwarzer See zufließt.
Der Fluss unterquert die Berliner Straße und erreicht den 25,5 Meter hoch gelegenen Buckowsee. Im See nimmt er das Wasser des Sophienfließes auf, das zuvor in den Schermützelsee geströmt war und unter dem Namen Werderfließ den Schermützel- mit dem Buckowsee verbindet. Auch den Buckowsee verlässt der Stöbber im Nordosten und unterquert im Zentrum Buckows die Wriezener Straße an der Stadtmühlenbrücke, an der die Gaststätte Stobbermühle liegt. Das Wasserrad an der ehemaligen Stadtmühle gehörte zu einem durch Wasserkraft betriebenen Elektrowerk, das sich im heutigen Parktheater, einem der ältesten Häuser der Stadt Buckow, befand. 1993 wurde am Wehr der Stobbermühle eine Fischtreppe gebaut, um den Fischen das Überwinden der 1,60 Meter hohen Staustufe zu ermöglichen. Nach Durchquerung des Buckower Schlossparks und des 24 Meter hoch gelegenen Griepensees geht der Flusslauf weiter nach Nordosten und knickt bei den letzten Häusern der Stadt kurz vor der Güntherquelle auf 23 Meter Höhe nach Osten ab. An der nach dem Sohn der Gräfin Luise von Itzenplitz zu Pritzhagen und Bollersdorf benannten eisenhaltigen Quelle befindet sich das Naturpark-Besucherzentrum Schweizer Haus.

### Durch das NSG Stobbertal zum Oderbruch

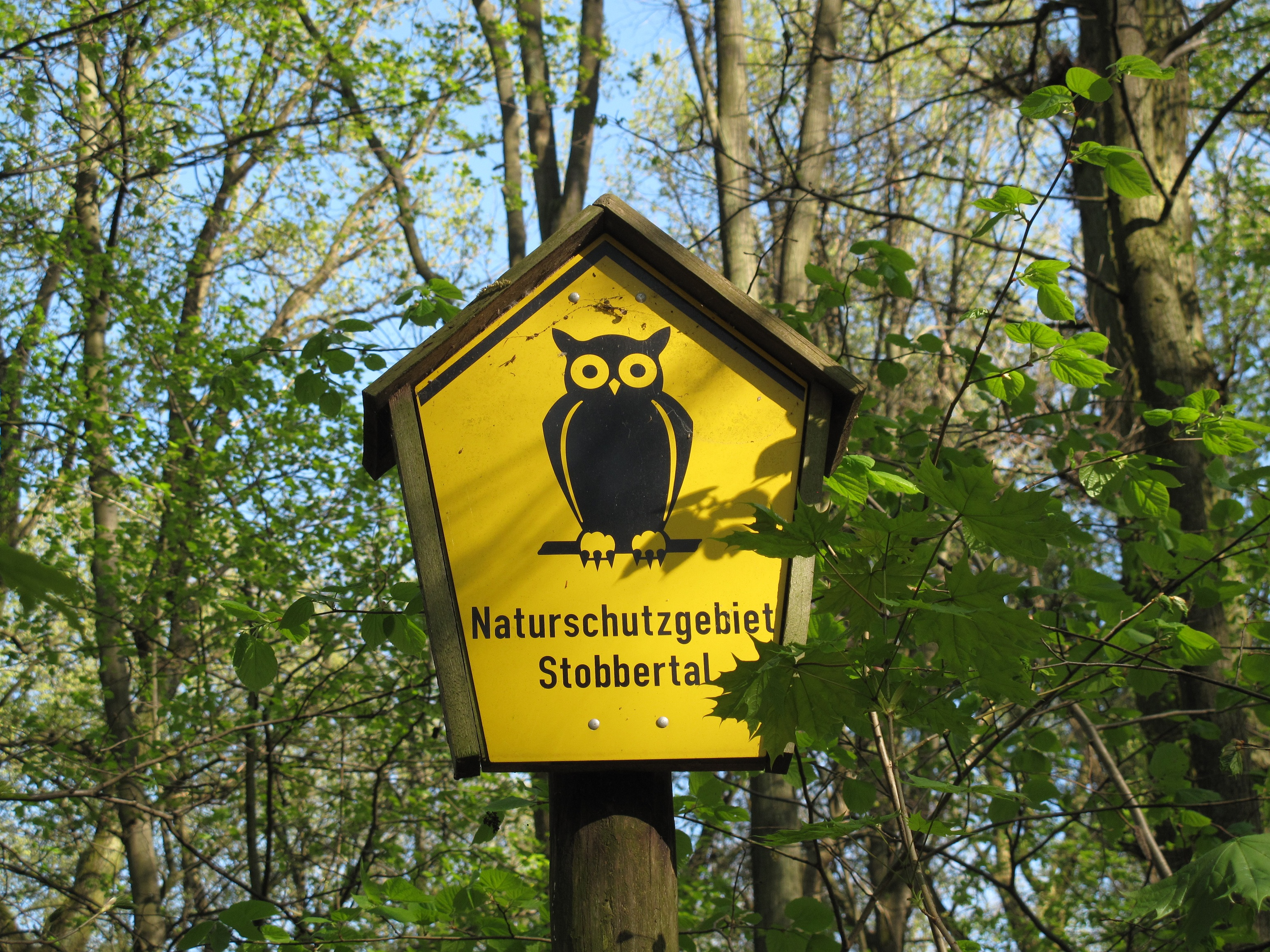
Schild Naturschutzgebiet Stobbertal

An der Stöbberbrücke bei der Güntherquelle beginnt das 884 Hektar umfassende Naturschutzgebiet Stobbertal, das sich auf rund 13 Kilometer Länge entlang des Flusses bis zur B 167 nördlich der Karlsdorfer Teiche bei Altfriedland zieht. Das NSG ist zugleich, unter anderem hinsichtlich der Kleinen Flussmuschel als besonders schützenswerter FFH-Art nach Anhang II, als FFH-Gebiet ausgewiesen. Im bewegten und sauerstoffreichen Wasser dieses Stöbberabschnitts findet zudem die Gemeine Keiljungfer, das Wappentier des Naturparks Märkische Schweiz, ideale Bedingungen für ihre Eiablage.

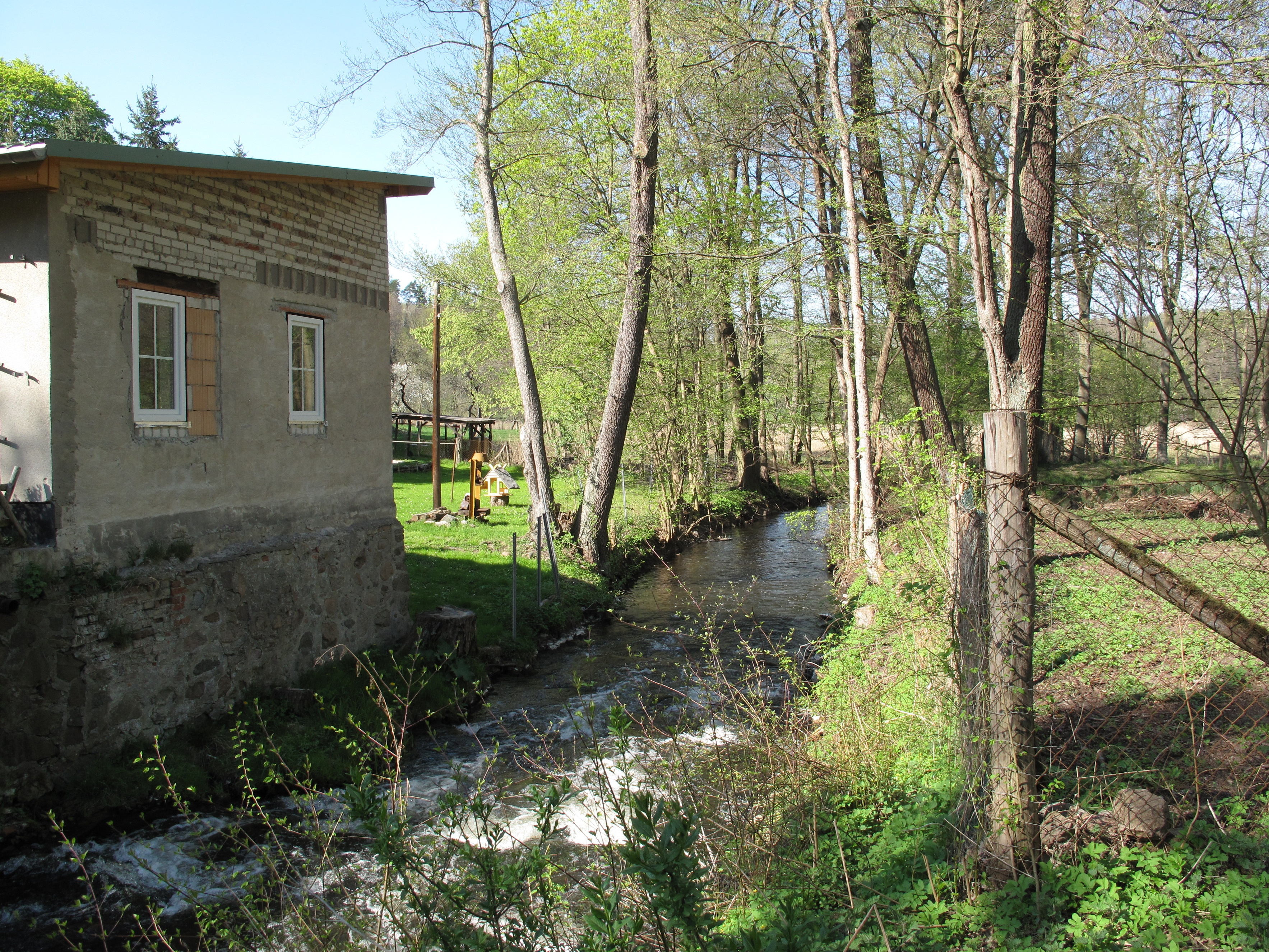
Fischpass an der ehemaligen Pritzhagener Mühle im Naturschutzgebiet Stobbertal

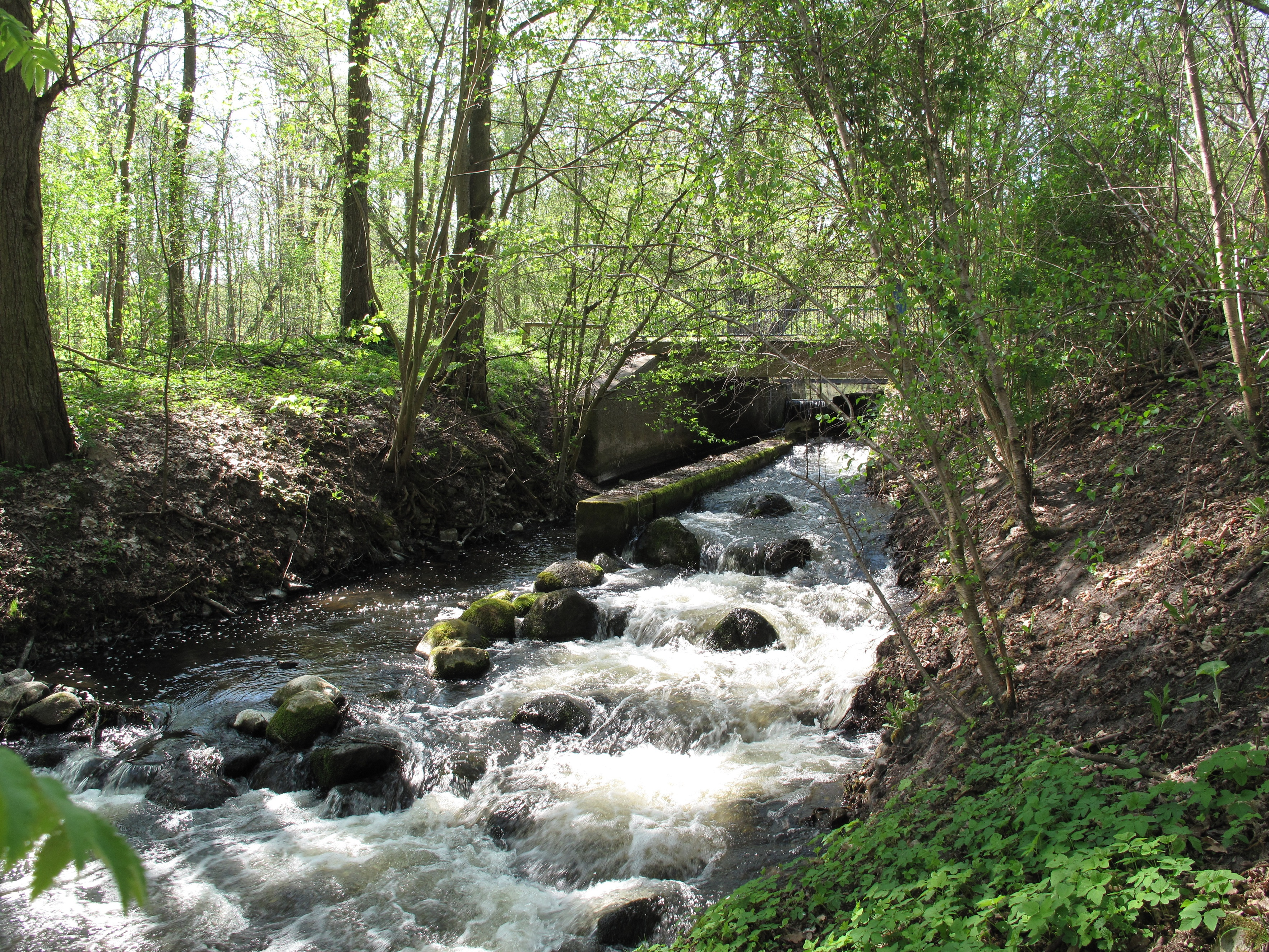
Fischpass an der ehemaligen Damm-Mühle in Altfriedland

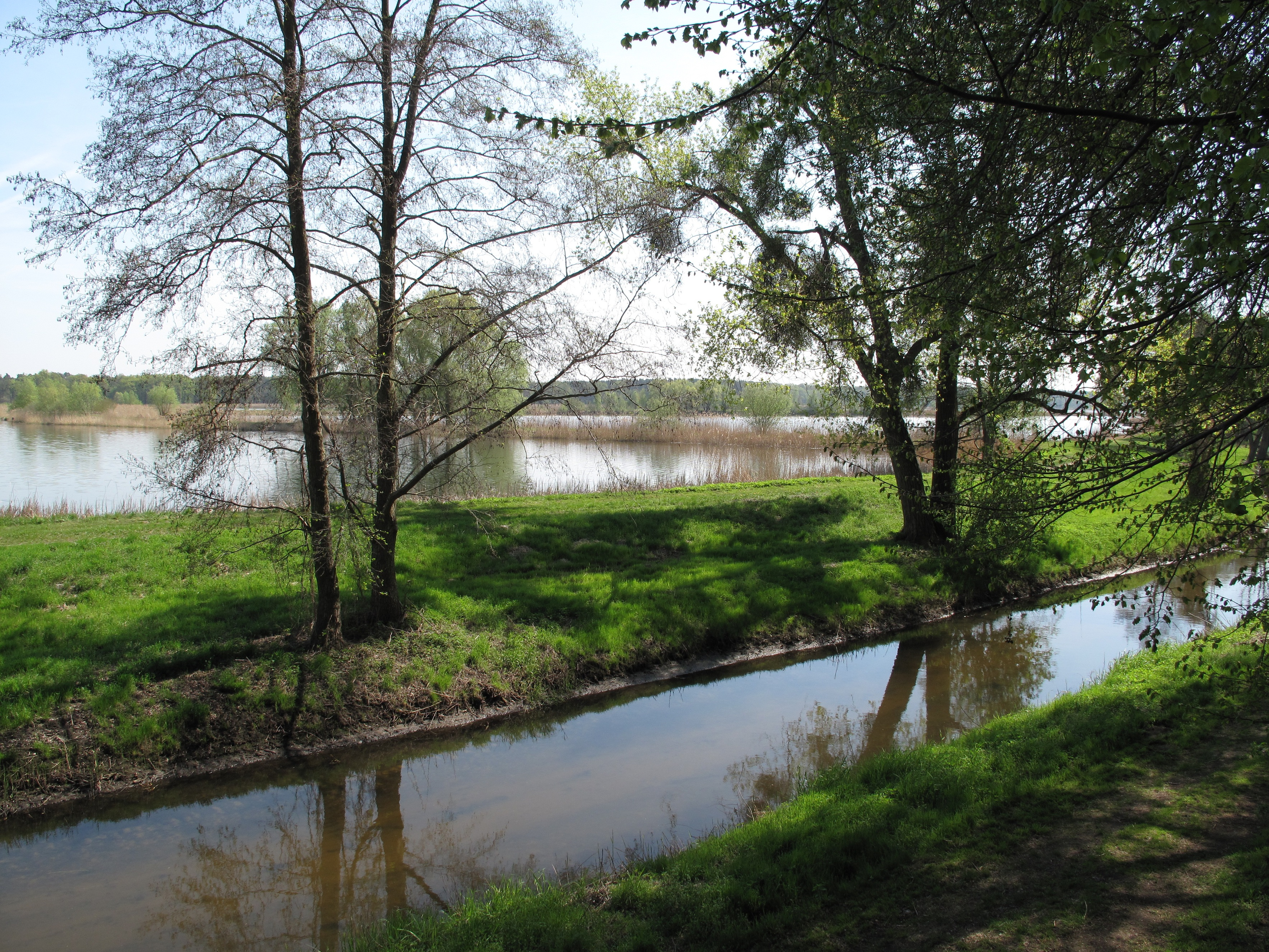
Der Stöbber am SPA-Gebiet Kietzer See

Nach dem Austritt aus dem Buckower Kessel an der Güntherquelle schlängelt sich der hier besonders naturnahe Fluss durch Reste von Auwäldern und Feuchtgebiete nach Osten. Unmittelbar nördlich fallen die Hänge des 106 Meter hohen Dachsberges oder des 88 Meter hohen Silberberges und Kehlen (Schluchten) wie die Silberkehle zum Flusstal ab. Der Stöbber passiert südlich den Kleinen und Großen Tornowsee, deren Wasser er über einen Abflussgraben aufnimmt. Nach einer Südschleife um den Ziegenhals erreicht er östlich des Großen Tornowsees die Pritzhagener Mühle, an der 1994 im Rahmen eines groß angelegten Renaturierungsprojekts ein Fischpass als flachansteigende Rampe mit Feldsteineinbauten angelegt wurde. Die Fische, die stromaufwärts in die Seen des Buckower Kessels wandern wollen, können seither die 1,40 Meter hohe Staustufe wieder überwinden. Die 1375 erstmals erwähnte und nach ihrer Zerstörung im Dreißigjährigen Krieg 1650 wiederaufgebaute Mühle erhielt bereits 1827 die königliche Schankerlaubnis und gilt als älteste Gaststätte der Märkischen Schweiz.
Nach der Mühle fließt von Norden der Höllenbach (auch: Hölle) und rund ein Kilometer weiter stromabwärts das Mühlenfließ zu, das die beiden Klobichseen im angrenzenden Naturschutzgebiet Klobichsee zum Stöbber entwässert. In zunehmend sumpfigem Gebiet erreicht der Bach am Nordrand des Hermersdorfer Forstes auf einer Höhe von rund 16 Metern die Eichendorfer Mühle (heute Wohnhaus und Therapiestätte). Für den 2,40 Meter Höhe überwindenden Fischpass, der hier als Umgehungsgerinne mit einem kaskadenartig gestalteten Durchstich angelegt ist, wurde ein bereits bestehender Entwässerungsgraben genutzt. Die Mühle stellte den Mahlbetrieb bereits 1663 ein und wurde anschließend als Holzschneidemühle betrieben. Sie ist nach ihrem Erbauer Peter von Eykendorff aus dem Adelsgeschlecht Eichendorff benannt. Der wohl bekannteste Vertreter der Familie, der romantische Dichter und Schriftsteller Joseph Freiherr von Eichendorff, war häufig in der Mühle zu Besuch. Der Fluss wendet sich nun wieder nach Nordosten, eine Richtung, die er bis zur Mündung beibehält. Durch die ausgedehnten Wälder der Ringenwalder Heide in der Gemeinde Märkische Höhe fließt er zur südlich des Dolgensees gelegenen Lapenower Mühle, welche im Jahr 1613 in den Besitz derer von Pfuel kam, und an der heute eine Forellenzucht besteht.

### In Altfriedland durch ein europäisches Vogelschutzgebiet zur Mündung
Der weitere Verlauf führt den Fluss östlich vorbei an den Karlsdorfer Teichen zur 1945 von deutschen Truppen gesprengten Damm-Mühle an der B 167 in Altfriedland. Das 1300 erstmals urkundlich als Alebrandsmühle erwähnte Bauwerk trug den Namen Damm-Mühle seit dem 16. Jahrhundert, als die ersten großen Dämme gegen das Oderhochwasser errichtet wurden. Die Naturparkverwaltung schreibt zur Fischtreppe an der Mühle:

„Das Wehr der Damm-Mühle war das unterste Hindernis im Stöbber, das den Fischaufstieg von der Oder und Alten Oder in das Gewässersystem der Märkischen Schweiz verhinderte. Mit Hilfe von Fischaufstiegsanlagen w[u/e]rden diese Staustufen wieder passierbar gemacht. Die hier entstandene ,Rauhe Rampe‘ bewirkt aufgrund des starken Gefälles eine hohe Strömungsgeschwindigkeit des Wassers. Konstruktiv wird deshalb das Gefälle mittels versetzt angeordneten Feldsteinen zusätzlich gebrochen. Gleichzeitig werden so Ruhezonen hinter größeren Steinen und in der Nähe des Grundes für die Fische geschaffen.“

An der Stöbberbrücke erinnert ein Gedenkstein an die Sprengung der Mühle, gegenüber steht das Naturdenkmal Napoleoneiche. Hier hat der Fluss bereits die Hochfläche der Märkischen Schweiz verlassen. Altfriedland gehört zum Randbereich des Oderbruchs und liegt auf einer Landzunge, die sich zwischen den Klostersee der Zisterzienserinnen des Klosters Friedland und den Kietzer See geschoben hat, bzw. heute als Landstreifen den Klostersee vom Kietzer See trennt. Der Stöbber fließt, hier teils kanalisiert, am Ostrand des Landstreifens parallel zu Fischteichen, die im Kietzer See angelegt wurden. Das Teichgebiet ist als Europäisches Vogelschutzgebiet (SPA) (Europäisches Vogelschutzgebiet Altfriedländer Teich- und Seengebiet) ausgewiesen, eine Vogelbeobachtungskanzel direkt neben dem Stobber am Nordausgang von Altfriedland bietet eine gute Sicht auf seltene Vogelarten wie Eisvogel, See- und Fischadler, Schwarzstorch und, in der entsprechenden Jahreszeit, auf rastende nordische Gänse. Am Nordende des Kietzeer Sees knickt der Stobber für ein letztes kurzes Stück nach Osten ab und vereinigt sich kurz über dem Nordufer des Sees auf einer Höhe von rund 5 Metern mit dem Quappendorfer Kanal zum Friedländer Strom.

## Flora und Fauna

### Fische und Weichtiere
Aufgrund der Schutz- und Renaturierungsmaßnahmen finden sich in dem Gewässer – insbesondere im Naturschutzgebiet Stobbertal zwischen der Pritzhagener und Eichendorfer Mühle – heute wieder 20 Fischarten (Stand 2010). Dazu zählt der nach der Roten Liste in Brandenburg stark gefährdete Bitterling, der im überwiegend sandigen Grund des Flusses die für seine Fortpflanzung nötigen Muscheln findet. Auch die gleichfalls in Brandenburg stark gefährdeten Bachschmerlen sowie der Steinbeißer, der langsam fließende Bäche, Flüsse und stehende Gewässer mit klarem sauerstoffreichem Wasser bevorzugt, sind im Stobber wieder zu Hause. Ferner schwimmen hier der in Brandenburg als gefährdet eingestufte nachtaktive Schlammpeitzger und der etwa 10 cm, selten über 15 cm große Gründling, der allerdings inzwischen nicht mehr als gefährdet gilt. Da sie als Wirt für den Lebenszyklus der nach der FFH-Richtlinie besonders schutzwürdigen Bestände der Kleinen Flussmuschel dienen, spielen die Vorkommen des Döbel eine große Rolle im Ökosystem.

### Sonstige Tiere

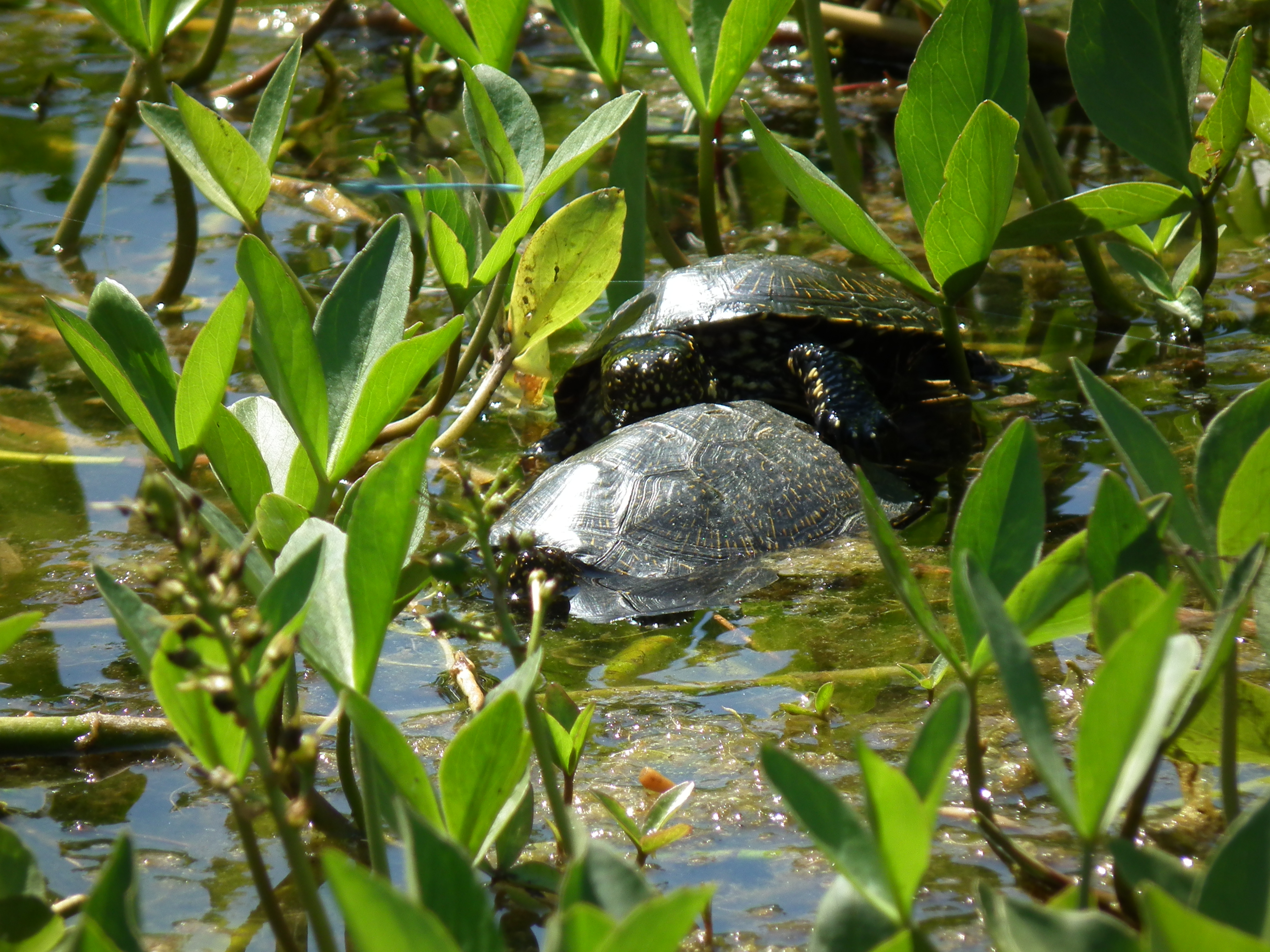
Am Stöbber wieder heimisch: die in Brandenburg vom Aussterben bedrohte Europäische Sumpfschildkröte

Die laut Roter Liste in Brandenburg vom Aussterben bedrohten Europäischen Sumpfschildkröten und Fischotter und die gefährdete Wasserspitzmaus sind weitere Bewohner im und am Wasser. Elbebiber sind inzwischen wieder so zahlreich vertreten, dass sie mit ihren Bauten gelegentlich Probleme verursachen. So hatten Biber 2011 in Waldsieversdorf mit einem Damm den Zufluss des Stobbers zu einem Zuchtbecken blockiert und ein Forellensterben verursacht. Neben der Gemeinen Keiljungfer, dem Wappentier des Naturparks, sind zahlreiche weitere Libellenarten am Stobber vertreten. Im gesamten Naturpark wurden 14 Fledermausarten gezählt, darunter die Wasserfledermaus, das in Brandenburg gefährdete Braune Langohr und die vom Aussterben bedrohte Mopsfledermaus. An Vögeln finden sich unter anderem: Schwarz- und Weißstorch, Rot- und Schwarzmilan, Bekassine, Wespenbussard, Seeadler, Kranich, Schwarz- und Mittelspecht, Gebirgsstelze, Wiedehopf sowie Eisvogel. Auch Waldwasserläufer und Sperbergrasmücke belegen die Güte und Vielfalt der Lebensräume. Im knapp 300 Hektar großen Teichgebiet von Altfriedland rasten im Herbst bis zu 40.000 Waldsaat- und Blässgänse aus Nordeuropa. Flussseeschwalben, Lach- und Silbermöwen, Kormorane und Haubentaucher nutzen die künstlichen Inseln, die als Bruthilfen in den See gebaut wurden.

### Pflanzen
Als besonders schützenswert stuft die Naturparkverwaltung die Wiesen- und Waldlandschaften ein, die in vielen Abschnitten bis an den Fluss heranreichen. Den reich strukturierten Laubwald mit nach der Bundesartenschutzverordnung (BArtSchV) in Deutschland besonders geschützten Leberblümchen sowie Gelben Anemonen, Bachkraut, Wiesenprimel und Großblütigem Springkraut prägen Hainbuchen, Stiel- und Traubeneichen, Blutbuchen und Robinien. An den etwas feuchteren Standorten gedeihen Ulmen-, Ahorn- und Lindenarten sowie Rotbuchen. Eine besondere Rolle für die Ökologie spielen die reichen Totholzbestände. In der Rinde, im Holz, im Baummulm, in Baumhöhlen und in Sonderstrukturen wie Saftflüssen, Ameisennestern oder Brandstellen entstehen Lebensgemeinschaften von Tieren und Pflanzen, die auf Totholz angewiesen und vielfach auf der Roten Liste der vom Aussterben bedrohten Arten vertreten sind. Durch die Wälder streifen Rehe, Schwarzwild und Füchse sowie seit den 2000er-Jahren zunehmend auch Marderhunde und die Neozoen Waschbären und Minks.